# Vero Beach South
Vero Beach South är en ort (CDP) i Indian River County, i delstaten Florida, USA. Enligt United States Census Bureau har orten en folkmängd på 23 092 invånare (2010) och en landarea på 26,5 km².